# Білопланарієві
Білоплана́рієві (Dendrocoelidae) — родина плоских червів ряду Tricladida з класу Турбелярії (Turbellaria).
До родини відносяться кілька видів планарій, найпоширенішою з яких є планарія молочно-біла (Dendrocoelum lacteum). Поширені в прісних водоймах. Окремі особини досягають довжини в 2,5-3 см. Зазвичай ховаються під каміннями або під листками водних рослин.

## Роди
Родина Dendrocoelidae включає наступні роди:
- Acromyadenium
- Alaoplana
- Anocelis
- Archicotylus
- Armilla
- Atria
- Baikalobia
- Baikalocotylus
- Baikaloplana
- Bdellocephala
- Caspioplana
- Dendrocoelopsis
- Dendrocoelum
- Hyperbulbina
- Hyperpapillina
- Miodendrocoelum
- Papilloplana
- Polycladodes
- Procotyla
- Protocotylus
- Rimacephalus
- Sorocelis